# William Manley German
Pour les articles homonymes, voir German.
William Manley German (25 mai 1851-31 mars 1933) est un homme politique canadien de l'Ontario. Il est député fédéral libéral de la circonscription ontarienne de Welland de 1891 à 1892, de 1900 à 1917 et de 1921 à 1926, ainsi que député provincial du libéral de Niagara-Centre de 1894 à 1900.

## Biographie
Né à Hillier Township dans le comté de Prince Edward dans le Canada-Ouest de parents loyalistes provenant de l'État de New York, German étudie au collège Victoria de Cobourg et pratique ensuite le droit avec Lewis Wallbridge à Belleville et Edward Fitzgerald à Toronto. Nommé au barreau en 1883, il part pratiquer le droit à Welland. 
Vice-préfet de Welland en 1890 et élu député fédéral en 1891, il est destitué après un appel en 1892. 
German introduit un projet de loi afin d'établir une commission pour la construction du pont Peace Bridge (en) entre Fort Érié et Buffalo dans l'État de New York. Il devient vice-président de la Buffalo and Fort Erie Public Bridge Company mise en place afin de construire le pont.